# Place de Metz (Grenoble)
Pour les articles homonymes, voir Place de Metz.
La place de Metz est une place publique de la commune française de Grenoble dans le département français de l'Isère, en région Auvergne-Rhône-Alpes. 

## Situation et accès
Cette place de dimension modeste, située dans le quartier de l'hyper-centre, héberge notamment la basilique Saint-Joseph de Grenoble et une colonne dite romaine et déplacée depuis la place Notre-Dame.
En partant du nord, et dans le sens des aiguilles d'une montre, la place de Verdun donne accès aux voies suivantes, selon les références toponymiques fournies par le site géoportail de l'Institut géographique national :
- Nord-ouest : rue Casimir Périer
- Nord-est : rue Beyle-Stendhal
- Est : rue de Strasbourg
- Sud-ouest : rue Charles Tartari
- Sud-est : rue Beyle-Stendhal
- Ouest : rue de Strasbourg

La place, positionnée dans le quartier hypercentre de Grenoble, à proximité de la basilique Saint-Joseph de Grenoble, est accessible aux passants depuis n'importe quel point de la ville.
Transports publics
La place est desservie par la ligne A du réseau de tramway de l'agglomération grenobloise avec une station située au niveau de la place : Verdun - Préfecture. 

## Description
Il s'agit d'une petite place de forme quadrangulaire dont le centre est occupé par un parking et ornée d'une colonne en son milieu.

## Origine du nom
La place de Metz est dénommée sous ce nom en 1918, en souvenir de la ville de Metz perdue par la France à l'issue de la guerre franco-prussienne de 1870.

## Historique
La création de la place de Metz date du 31 avril 1883, à la suite de la démolition de nombreux entrepôts et hangars dans ce secteur. Il s'agissait à l'origine du quartier d'activité industrielle des peigneurs de chanvre cultivé dans toute la région grenobloise. 
Cette création est liée à l'ouverture de nombreuses artères sur l'initiative du maire de l'époque Édouard Rey.

## Bâtiments remarquables et lieux de mémoire

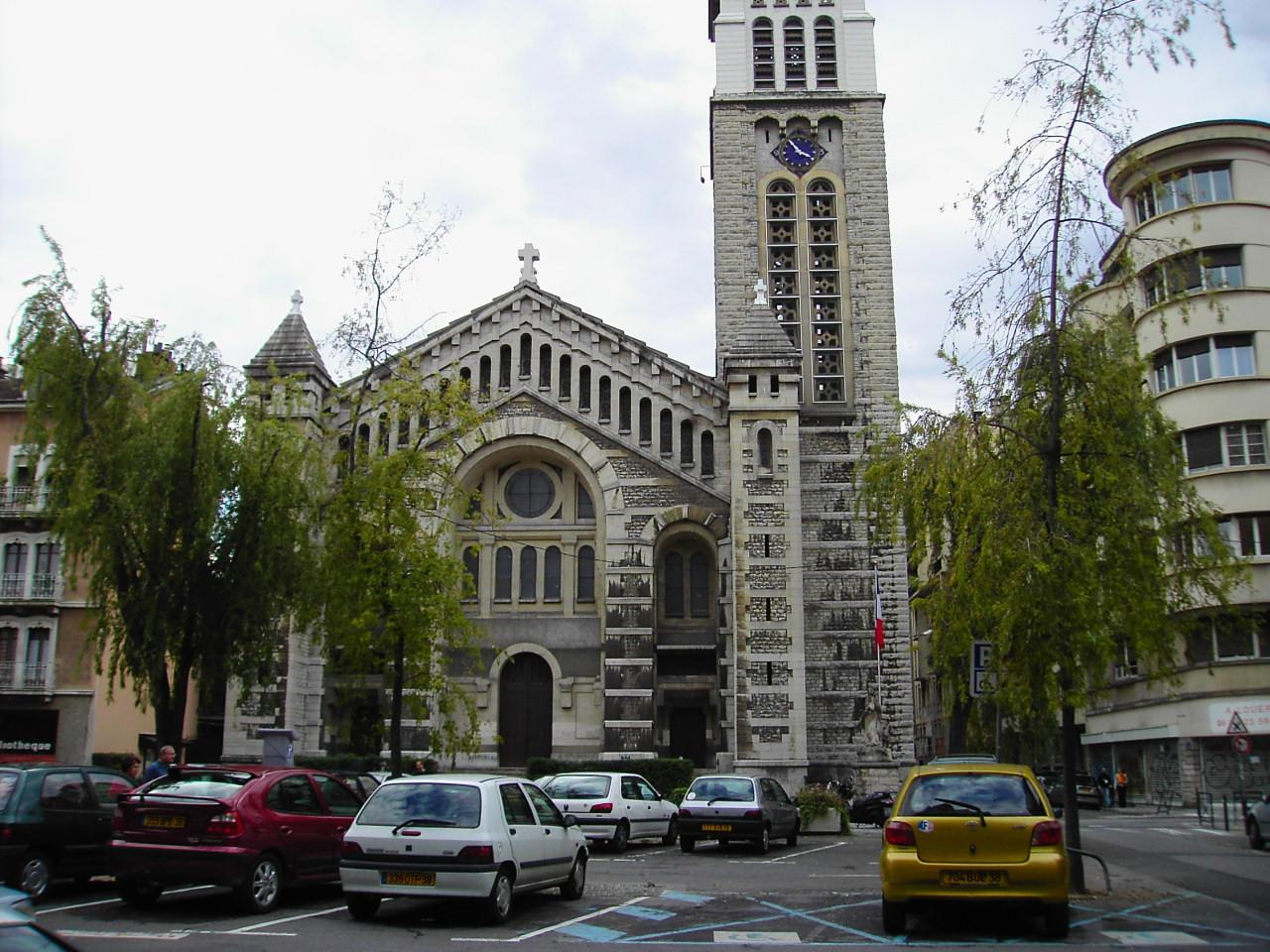
Basilique Saint-Joseph et la place de Metz

Il existe une association de riverains dénommé : « Amoureux de la place Metz ». Les habitants du lieux, étant très impliqués dans la vie de leur quartier et dans l'aspect de la place y organise des événements tels que des vide-greniers, pique-niques et concerts afin de collecter des fonds pour améliorer le site de la place.
- Basilique Saint-Joseph de Grenoble :
Cette basilique, dite mineure, a été consacrée le 1er juin 1924 par Alexandre Caillot. Son entrée et son parvis font face à la place.
- Colonne romaine, au centre de la place
Il s'agit d'une petite colonne de six mètres de haut, auparavant située devant la cathédrale Notre-Dame de Grenoble[6].
- Immeuble remarquable, situé au n°1 de la place et conçu par le cabinet Créaur. Sa hauteur dite à « géométrie variable » décline petit à petit, passant progressivement de six étages, à cinq, puis quatre en s'éloignant du centre de la place, pour remonter de nouveau dans la rue Casimir-Périer[7].

## Pour approfondir